# Apristurus sibogae
Apristurus sibogae är en hajart som först beskrevs av Weber 1913.  Apristurus sibogae ingår i släktet Apristurus och familjen rödhajar. IUCN kategoriserar arten globalt som otillräckligt studerad. Inga underarter finns listade i Catalogue of Life.

## Bildgalleri

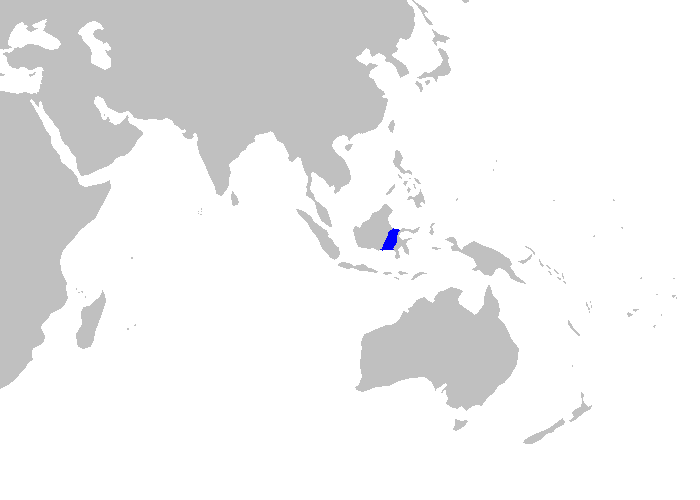